# Észtország a 2006. évi téli olimpiai játékokon
Észtország az olaszországi Torinóban megrendezett 2006. évi téli olimpiai játékok egyik részt vevő nemzete volt. Az országot az olimpián 6 sportágban 26 sportoló képviselte, akik összesen 3 érmet szereztek.

## Érmesek
| Érem  | Versenyző            | Sportág | Versenyszám |
| ----- | -------------------- | ------- | ----------- |
| Arany | Andrus Veerpalu      | Sífutás | Férfi 15 km |
| Arany | Kristina Šmigun-Vähi | Sífutás | Női 10 km   |
| Arany | Kristina Šmigun-Vähi | Sífutás | Női 15 km   |

## Alpesisí
Férfi
| Versenyző    | Versenyszám      | 1. futam | 1. futam | 2. futam      | 2. futam      | Összesítés | Összesítés |
| Versenyző    | Versenyszám      | Idő      | Hely.    | Idő           | Hely.         | Idő        | Helyezés   |
| ------------ | ---------------- | -------- | -------- | ------------- | ------------- | ---------- | ---------- |
| Deyvid Oprja | Óriás-műlesiklás | 1:40,49  | 45.      | nem ért célba | nem ért célba | kiesett    | kiesett    |

Női
| Versenyző     | Versenyszám      | 1. futam | 1. futam | 2. futam | 2. futam | Összesítés | Összesítés |
| Versenyző     | Versenyszám      | Idő      | Hely.    | Idő      | Hely.    | Idő        | Helyezés   |
| ------------- | ---------------- | -------- | -------- | -------- | -------- | ---------- | ---------- |
| Tiiu Nurmberg | Műlesiklás       | 48,77    | 46.      | 54,21    | 45.      | 1:42,98    | 44.        |
| Tiiu Nurmberg | Óriás-műlesiklás | 1:08,39  | 44.      | 1:16,70  | 35.      | 2:25,09    | 34.        |

## Biatlon
Férfi
| Versenyző                                                  | Versenyszám           | Lövőhiba    | Időeredmény | Helyezés |
| ---------------------------------------------------------- | --------------------- | ----------- | ----------- | -------- |
| Dimitri Borovik                                            | 10 km sprint          | 4 (2+2)     | 30:31,6     | 73.      |
| Dimitri Borovik                                            | 20 km egyéni          | 5 (2+1+2+0) | 1:03:25,8   | 70.      |
| Roland Lessing                                             | 10 km sprint          | 2 (1+1)     | 29:30,7     | 58.      |
| Roland Lessing                                             | 12,5 km üldözőverseny | 4 (1+1+1+1) | 41:53,4     | 51.      |
| Roland Lessing                                             | 20 km egyéni          | 5 (3+0+1+1) | 1:02:31,2   | 62.      |
| Janno Prants                                               | 10 km sprint          | 2 (1+1)     | 30:41,0     | 75.      |
| Indrek Tobreluts                                           | 10 km sprint          | 1 (1+0)     | 28:47,5     | 40.      |
| Indrek Tobreluts                                           | 12,5 km üldözőverseny | 4 (2+1+1+0) | 40:25,8     | 43.      |
| Indrek Tobreluts                                           | 20 km egyéni          | 5 (1+2+1+1) | 1:02:43,6   | 66.      |
| Priit Viks                                                 | 20 km egyéni          | 5 (2+2+0+1) | 1:04:08,1   | 74.      |
| Dimitri Borovik Indrek Tobreluts Roland Lessing Priit Viks | 4 × 7,5 km váltó      | 2+16        | 1:27:48,9   | 15.      |

Női
| Versenyző  | Versenyszám         | Lövőhiba    | Időeredmény | Helyezés   |
| ---------- | ------------------- | ----------- | ----------- | ---------- |
| Eveli Saue | 7,5 km sprint       | 1 (0+1)     | 24:55,4     | 47.        |
| Eveli Saue | 10 km üldözőverseny | 7 (1+1+3+2) | lekörözték  | lekörözték |
| Eveli Saue | 15 km egyéni        | 5 (3+1+0+1) | 1:00:53,6   | 73.        |

## Északi összetett
| Versenyző     | Versenyszám        | Síugrás | Síugrás | Síugrás    | Sífutás | Sífutás | Összesítés | Összesítés |
| Versenyző     | Versenyszám        | Pont    | Hely.   | Időhátrány | Idő     | Hely.   | Idő        | Helyezés   |
| ------------- | ------------------ | ------- | ------- | ---------- | ------- | ------- | ---------- | ---------- |
| Tambet Pikkor | Normálsánc + 15 km | 188,5   | 42.*    | +4:56      | 39:43,9 | 16.     | 44:39,9    | 33.        |
| Tambet Pikkor | Nagysánc + 7,5 km  | 95,9    | 38.     | +1:59      | 18:15,1 | 16.     | 20:14,1    | 32.        |

* - egy másik versenyzővel azonos eredményt ért el

## Műkorcsolya
| Versenyző                 | Versenyszám | Rövid program | Rövid program | Kűr     | Kűr     | Összesítés | Összesítés |
| Versenyző                 | Versenyszám | Pont          | Hely.         | Pont    | Hely.   | Pont       | Helyezés   |
| ------------------------- | ----------- | ------------- | ------------- | ------- | ------- | ---------- | ---------- |
| Elena Glebova             | Női egyéni  | 38,47         | 28.           | kiesett | kiesett | kiesett    | kiesett    |
| Diana Rennik Aleksei Saks | Páros       | 39,72         | 18.           | 78,41   | 15.     | 118,13     | 17.        |

## Sífutás
Férfi
| Versenyző                                          | Versenyszám     | Selejtező | Selejtező | Negyeddöntő | Negyeddöntő | Elődöntő | Elődöntő | B döntő | B döntő | Döntő     | Döntő    |
| Versenyző                                          | Versenyszám     | Idő       | Hely.     | Idő         | Hely.       | Idő      | Hely.    | Idő     | Hely.   | Idő       | Helyezés |
| -------------------------------------------------- | --------------- | --------- | --------- | ----------- | ----------- | -------- | -------- | ------- | ------- | --------- | -------- |
| Kaspar Kokk                                        | 15 km           |           |           |             |             |          |          |         |         | 40:51,7   | 35.      |
| Kaspar Kokk                                        | 30 km           |           |           |             |             |          |          |         |         | 1:17:50,8 | 19.      |
| Jaak Mae                                           | 15 km           |           |           |             |             |          |          |         |         | 38:35,2   | 5.       |
| Priit Narusk                                       | Sprint          | 2:22,19   | 41.       | kiesett     | kiesett     | kiesett  | kiesett  | kiesett | kiesett | kiesett   | 41.      |
| Priit Narusk                                       | 15 km           |           |           |             |             |          |          |         |         | 41:35,8   | 45.      |
| Aivar Rehemaa                                      | Sprint          | 2:26,09   | 54.       | kiesett     | kiesett     | kiesett  | kiesett  | kiesett | kiesett | kiesett   | 54.      |
| Aivar Rehemaa                                      | 30 km           |           |           |             |             |          |          |         |         | 1:19:51,4 | 32.      |
| Aivar Rehemaa                                      | 50 km           |           |           |             |             |          |          |         |         | 2:08:00,8 | 35.      |
| Andrus Veerpalu                                    | 15 km           |           |           |             |             |          |          |         |         | 38:01,3   |          |
| Peeter Kümmel                                      | Sprint          | 2:21,60   | 38.       | kiesett     | kiesett     | kiesett  | kiesett  | kiesett | kiesett | kiesett   | 38.      |
| Anti Saarepuu                                      | Sprint          | 2:17,75   | 14.       | 2:20,7      | 2.          | 2:34,8   | 4.       | 2:27,9  | 4.      |           | 8.       |
| Priit Narusk Anti Saarepuu                         | Csapatsprint    | 18:07,4   | 7.        |             |             |          |          |         |         | kiesett   | 14.      |
| Aivar Rehemaa Andrus Veerpalu Jaak Mae Kaspar Kokk | 4 × 10 km váltó |           |           |             |             |          |          |         |         | 1:45:23,8 | 8.       |

- Raul Olle a férfi váltó tartaléka volt, egyik versenyszámban sem indult.

Női
| Versenyző                                                | Versenyszám    | Selejtező | Selejtező | Negyeddöntő | Negyeddöntő | Elődöntő | Elődöntő | B döntő | B döntő | Döntő         | Döntő         |
| Versenyző                                                | Versenyszám    | Idő       | Hely.     | Idő         | Hely.       | Idő      | Hely.    | Idő     | Hely.   | Idő           | Helyezés      |
| -------------------------------------------------------- | -------------- | --------- | --------- | ----------- | ----------- | -------- | -------- | ------- | ------- | ------------- | ------------- |
| Tatjana Mannima                                          | Sprint         | 2:20,44   | 41.       | kiesett     | kiesett     | kiesett  | kiesett  | kiesett | kiesett | kiesett       | 41.           |
| Tatjana Mannima                                          | 10 km          |           |           |             |             |          |          |         |         | 31:46,8       | 51.           |
| Tatjana Mannima                                          | 30 km          |           |           |             |             |          |          |         |         | 1:30:42,1     | 41.           |
| Kaili Sirge                                              | Sprint         | 2:22,42   | 47.*      | kiesett     | kiesett     | kiesett  | kiesett  | kiesett | kiesett | kiesett       | 47.*          |
| Kaili Sirge                                              | 10 km          |           |           |             |             |          |          |         |         | 32:06,6       | 56.           |
| Kaili Sirge                                              | 30 km          |           |           |             |             |          |          |         |         | nem ért célba | nem ért célba |
| Kristina Šmigun                                          | 10 km          |           |           |             |             |          |          |         |         | 27:51,4       |               |
| Kristina Šmigun                                          | 15 km          |           |           |             |             |          |          |         |         | 42:48,7       |               |
| Kristina Šmigun                                          | 30 km          |           |           |             |             |          |          |         |         | 1:23:22,5     | 8.            |
| Silja Suija                                              | 10 km          |           |           |             |             |          |          |         |         | 31:40,9       | 49.           |
| Piret Pormeister                                         | Sprint         | 2:24,67   | 54.       | kiesett     | kiesett     | kiesett  | kiesett  | kiesett | kiesett | kiesett       | 54.           |
| Piret Pormeister Kaili Sirge                             | Csapatsprint   | 19:13,6   | 8.        |             |             |          |          |         |         | kiesett       | 15.           |
| Piret Pormeister Silja Suija Kaili Sirge Tatjana Mannima | 4 × 5 km váltó |           |           |             |             |          |          |         |         | 1:00:24,4     | 17.           |

* - egy másik versenyzővel azonos eredményt ért el

## Síugrás
| Versenyző    | Versenyszám | Selejtező | Selejtező | 1. ugrás | 1. ugrás | 2. ugrás | 2. ugrás | Összesítés | Összesítés |
| Versenyző    | Versenyszám | Pont      | Hely.     | Pont     | Hely.    | Pont     | Hely.    | Pont       | Helyezés   |
| ------------ | ----------- | --------- | --------- | -------- | -------- | -------- | -------- | ---------- | ---------- |
| Jaan Jüris   | Normálsánc  | 107,0     | 32.       | 88,5     | 50.      | kiesett  | kiesett  | kiesett    | kiesett    |
| Jaan Jüris   | Nagysánc    | 52,2      | 48.       | kiesett  | kiesett  | kiesett  | kiesett  | kiesett    | kiesett    |
| Jens Salumäe | Normálsánc  | 117,5     | 15.       | 112,0    | 32.      | kiesett  | kiesett  | kiesett    | kiesett    |
| Jens Salumäe | Nagysánc    | 80,3      | 28.*      | 99,4     | 24.*     | 104,4    | 21.      | 203,8      | 23.        |

* - egy másik versenyzővel azonos eredményt ért el